# 最後一餐
向即將被處以死刑的囚犯提供最後一餐是一項慣例。在許多國家，囚犯可以在合理範圍內選擇這一餐的內容。

## 美國
與普遍誤解不同，並非所有最後一餐的請求都會被滿足，美國對囚犯的最後一餐內容設有多種限制。
在美國，大多數州會在處決前一到兩天提供所謂的「特別餐」，通常拒絕提供酒精和菸草。異常或無法獲得的請求通常會被替換為類似的選擇。一些州對此設有嚴格限制。有時囚犯會請求與其他囚犯分享最後一餐，或將餐點分發給其他囚犯。
在佛羅里達州，最後一餐的食物必須在當地購買，費用上限為40美元。 在奧克拉荷馬州，費用上限為25美元。在路易斯安那州，典獄長通常會與囚犯共進最後一餐，曾有一次典獄長支付了囚犯的龍蝦晚餐。
在德克薩斯州，定制最後一餐的傳統始於1924年左右。然而，在2011年9月，由於一名囚犯請求了一份豐盛的最後一餐但最終未食用，該州取消了所有特別餐請求。從此，囚犯的最後一餐就是當天亨茨維爾監獄食堂提供的食物。

## 台灣
在台灣，執行死刑時，死囚會獲得一份稱為「最後一餐」的便當。這份便當通常包括白飯、滷蛋、雞腿、焢肉（或香腸、豬肝等）、海帶（或青菜、竹筍）、豆干等菜色，並附上一包菸和一小瓶金门高粱酒。根據監獄的迷信，飯菜可以不吃，但至少要咬一口滷蛋，認為「吃蛋，好完蛋」，以避免在執行過程中遭受折磨。1980年以前，死囚在枪决前不会被注射麻醉劑，大多數死囚會將高粱酒一飲而盡，以減少痛苦。

## 中國大陸
在中國大陸，儘管有準備三菜一湯，但仍會額外準備生肉。這是希望刑犯能夠順利轉世。生肉並非供刑犯食用，而是讓他們隨身攜帶，以防在死後遇到障礙。據傳說，過奈何橋時會遭遇瘋狗，而攜帶生肉可以避免被狗攻擊，最終使他們順利喝到孟婆湯。。

## 日本
在日本，于上世纪70年代死刑犯在行刑當天會獲得豐盛的餐點，包括鮭魚、壽司、飲料、豬排丼和冰淇淋等。這一天，死刑犯可以享用他們所希望的各種食物。但因1975年日本发生在前一天告知犯人将被执行死刑后犯人因心理压力自杀的事件，之后日本不再提前1天通知死刑犯执行死刑而是于执行当日1小时前左右直接告知并执行死刑。也因此，一般认为现在日本并无最后一餐的概念。

## 馬來西亞
根據馬來西亞監獄局規定，死囚的最後一餐費用不得超過7令吉50仙。若要求更豐富的食物，需自付或由慈善基金補貼。
通常，最後一餐由監獄食堂提供，若要求外食，會由監獄人員到外面購買。監獄內禁止食用不符合伊斯蘭教規的食物，因此不能選擇啤酒。選擇水果的死囚多選本地水果，監獄通常提供紅蘋果。監獄會在送餐前清除食物中的危險物品。行刑前一天，死囚會與家人見面，並享用最後一餐，家人不允許攜帶外來食物。

## 新加坡
在新加坡，死囚在被執行死刑前，監獄會提供親友更頻繁且更長的探訪時間。死囚雖然沒有最後一餐，但可以享用自己最喜歡的食物，並有機會拍攝生前最後一張照片，穿上便服拍照，這些照片事後會交由家屬保管，以留下最後的身影。

## 南韓
根據資料顯示，1977年韓國對即將執行的死刑犯提供的最後一餐包括年糕、泡菜和炸雞等食物。然而，自1997年以來，韓國未再執行死刑。

## 俄羅斯
在俄羅斯，死刑犯在行刑前只能得到一塊麵包和一杯水，監獄僅會保證他們最基本的溫飽問題，不會滿足其個人生前的願望。。